# Баглипеє
Баглипее (азерб. Bağlıpəyə) — село у Кельбаджарському районі Азербайджану. Село розташоване на лівому березі річки Трту, на трасі Мартакерт — Карвачар/Варденіс, за 30 км на схід від міста Карвачара, за 60 км на захід від міста Мартакерта, за 3 км на південний схід від села Дадіванк та за 4 км на північний захід від села Чаректар.